# Playa Verde (Maldonado)
Playa Verde es una localidad balnearia uruguaya del departamento de Maldonado, que forma parte del municipio de Piriápolis.

## Ubicación

Calle de Playa Verde

El balneario se encuentra situado en la zona suroeste del departamento de Maldonado, sobre las costas del Río de la Plata, y junto a la ruta 10. Limita al oeste con el balneario Las Flores y al este con el balneario Playa Hermosa. Dista 6 kilómetros del centro de Piriápolis.

## Historia
La localidad surgió por impulso del doctor Alfonso Lamas, médico personal del expresidente José Batlle y Ordóñez, quien compró los terrenos y los loteó. Además donó el predio para la escuela pública número 45, que hoy lleva su nombre.

## Población
Según el censo de 2011, el balneario contaba con una población permanente de 269 habitantes.
| 86            | 108 | 132 | 154 | 250 | 269 |
| (Fuente: INE) |     |     |     |     |     |

## Carnaval en Playa Verde
El carnaval en Playa Verde es uno de los más conocidos en el departamento de Maldonado. El "desfile de carnaval" se extiende por la calle principal del balneario: Maldonado, hasta llegar al club. Por lo general varias bandas se presentan y brindan un recital para los veraneantes.[cita requerida]